# Episodi di Fresh Off the Boat (terza stagione)
La terza stagione della serie televisiva Fresh Off the Boat è stata trasmessa dal network statunitense ABC dall'11 ottobre 2016 al 16 maggio 2017.
In Italia, la stagione è stata trasmessa su Fox Comedy dall'8 dicembre 2016 al 15 giugno 2017.
| n° | Titolo originale             | Titolo italiano                   | Prima TV USA     | Prima TV Italia  |
| -- | ---------------------------- | --------------------------------- | ---------------- | ---------------- |
| 1  | Coming from America          | Ritorno dall'America              | 11 ottobre 2016  | 8 dicembre 2016  |
| 2  | Breaking Chains              | Spezzare le catene                | 18 ottobre 2016  | 15 dicembre 2016 |
| 3  | Louisween                    | Huang-lloween                     | 25 ottobre 2016  | 22 dicembre 2016 |
| 4  | Citizen Jessica              | Cittadino Jessica                 | 1º novembre 2016 | 12 gennaio 2017  |
| 5  | No Thanks-giving             | Niente Ringraziamento             | 15 novembre 2016 | 19 gennaio 2017  |
| 6  | WWJD: What Would Jessica Do? | Cosa farebbe Jessica              | 29 novembre 2016 | 26 gennaio 2017  |
| 7  | The Taming of the Dads       | Romeo + Giulietta                 | 6 dicembre 2016  | 2 febbraio 2017  |
| 8  | Where are the Giggles?       | Lo spirito del Natale             | 13 dicembre 2016 | 9 febbraio 2017  |
| 9  | How to Be An American        | Come diventare americano          | 3 gennaio 2017   | 16 febbraio 2017 |
| 10 | The Best of Orlando          | Il piccolo imprenditore dell'anno | 17 gennaio 2017  | 2 marzo 2017     |
| 11 | Clean Slate                  | Nessun rancore                    | 18 gennaio 2017  | 9 marzo 2017     |
| 12 | Sisters Without Subtext      | Sorelle con sottotitoli           | 7 febbraio 2017  | 16 marzo 2017    |
| 13 | Neighbors with Attitude      | Il primo bacio                    | 14 febbraio 2017 | 23 marzo 2017    |
| 14 | The Gloves Are Off           | Solo uno sfogo                    | 21 febbraio 2017 | 30 marzo 2017    |
| 15 | Living While Eddie           | La telepromozione                 | 28 febbraio 2017 | 6 aprile 2017    |
| 16 | Gabby Goose                  | Addio Biggie!                     | 7 marzo 2017     | 13 aprile 2017   |
| 17 | The Flush                    | Furia al volante                  | 14 marzo 2017    | 4 marzo 2017     |
| 18 | Time to Get Ill              | L'occhio di Sauron è chiuso       | 4 aprile 2017    | 11 maggio 2017   |
| 19 | Driving Miss Jenny           | Nonna a spasso                    | 11 aprile 2017   | 18 maggio 2017   |
| 20 | The Masters                  | La scommessa                      | 18 aprile 2017   | 25 maggio 2017   |
| 21 | Pie vs. Cake                 | Pasticcio versus Torta            | 2 maggio 2017    | 1 giugno 2017    |
| 22 | This Is Us                   | Sant'Orlando                      | 9 maggio 2017    | 8 giugno 2017    |
| 23 | This Isn't Us                | Addio Sant'Orlando                | 16 maggio 2017   | 15 giugno 2017   |